# Morti nell'893
| Questa pagina contiene informazioni ricavate automaticamente dalle voci biografiche con l'ausilio del template Bio e di un bot. L'aggiornamento è periodico e automatico e ricostruisce completamente la pagina. Se manca una persona in questa lista, sei pregato di non aggiungerla, ma accertati piuttosto che la sua voce biografica contenga il template Bio e che i dati anagrafici siano correttamente compilati. Se il template Bio manca, inseriscilo tu stesso o, in alternativa, metti l'avviso {{tmp\|Bio}} che ne segnala la mancanza. Se i dati riportati sono sbagliati, correggi direttamente la voce biografica; le modifiche saranno visibili in questa lista entro pochi giorni. Per chiarimenti vedi il progetto biografie. La lista contiene solo le 6 persone che sono citate nell'enciclopedia e per le quali è stato implementato correttamente il template Bio. Pagina aggiornata al 2 giu 2025. |

- 6 febbraio - Fozio di Costantinopoli, arcivescovo ortodosso bizantino
- 1º maggio - Teodardo di Narbona, vescovo e santo franco
- 18 maggio - Stefano I di Costantinopoli, arcivescovo bizantino (n. 867)
- 6 settembre - Ariwara no Yukihira, poeta e nobile giapponese (n. 818)
- Aznar II, conte
- Hyfaidd, sovrano